# Ikonza lawrencei
Ikonza lawrencei är en insektsart som beskrevs av Hesse 1925. Ikonza lawrencei ingår i släktet Ikonza och familjen sköldstritar. Inga underarter finns listade i Catalogue of Life.